# ريتشي رامزي
ريتشي رامزي (بالإنجليزية: Richie Ramsay)‏ هو لاعب غولف بريطاني، ولد في 15 يونيو 1983 في أبردين في المملكة المتحدة.

## وصلات خارجية
- الموقع الرسمي
- ريتشي رامزي على موقع رابطة أوروبا للاعبي الغولف المحترفين (الإنجليزية)
- ريتشي رامزي على موقع التصنيف العالمي الرسمي للغولف (الإنجليزية)